# 알렉스 마르티네스
알레한드로 '알렉스' 마르티네스 산체스(Alejandro 'Álex' Martínez Sánchez, 1990년 8월 12일~ )는 스페인의 축구 선수이다.